# Nichtsesshaftenhilfe
Nichtsesshaftenhilfe ist eine unzutreffende und historisch überholte Bezeichnung für Wohnungslosenhilfe, die aber bis heute noch in einigen Städten und Gemeinden in Deutschland und Österreich verwendet wird. 
In der Schweiz gibt es eine solche staatliche Hilfe nicht.

## Begriffsgeschichte: Etablierung des Begriffs und Verfolgung nichtseßhafter Menschen
Die Entstehung (und das Verschwinden) des Begriffs „nichtsesshaft“ wird ausführlich von  Wolfgang Ayaß in seiner Publikation: „Vagabunden, Wanderer, Obdachlose und Nichtsesshafte“: eine kleine Begriffsgeschichte der Hilfe für Wohnungslose. In: Archiv für Wissenschaft und Praxis der sozialen Arbeit. Band 44, 2013, S. 90–102. abgehandelt. 
Im Laufe der Zeit haben sich zahlreiche Begriffe für „Menschen ohne Wohnung“ entwickelt, jedoch existieren keine einheitlichen Definitionen. Die verwendeten Bezeichnungen haben sich über die Jahrzehnte hinweg im Sprachgebrauch sowie in der fachlichen Diskussion gewandelt und wurden zunehmend hinsichtlich ihrer Bedeutung hinterfragt. Frühe Begriffe wie Vagabunden, Wanderarme, Wanderer oder Landstreicher hoben die Mobilität dieser Menschen hervor. Während der Weimarer Republik trat der Begriff „asozial“ auf, der mit den Wanderern in Verbindung gebracht wurde. In der Zeit des Nationalsozialismus wurden viele Wohnungslosen als „Asoziale“ in Konzentrationslager deportiert und ermordet. Kurz vor dem Zweiten Weltkrieg prägte sich der Begriff „nichtsesshaft“ oder „Nichtsesshaftigkeit“, der in den 1950er und 1960er Jahren in Westdeutschland populär wurde. Er bezeichnete Menschen, die keinen festen Wohnsitz hatten und umherzogen. 
Rund 10.000 obdachlose Menschen wurden während der Zeit des Nationalsozialismus als „Nichtsesshafte“ in Konzentrationslager zwangseingewiesen.
Wilhelm Polligkeit, Geschäftsführer vom Deutschen Verein für öffentliche und private Fürsorge, befürwortete die staatliche Kontrolle und Verfolgung nicht-sesshafter Menschen bis hin zur Zwangssterilisierung und fand im nationalsozialistischen Staat ein Betätigungsfeld für seine sozial-rassistischen Ansichten, die er schon in der Weimarer Republik gehegt hatte.  In seinem vielbeachteten Werk Der nichtseßhafte Mensch begrüßte er 1938 die nationalsozialistische Gesetzgebung als Werkzeug zur „Ausmerzung solcher Volksschädlinge“.

## Begriffsgeschichte: 1968–2005: Vom nichtsesshaften zum wohnungslosen Menschen
1961 wurde der Begriff im Bundessozialhilfegesetz der Bundesrepublik Deutschland aufgenommen, wobei das Ziel formuliert wurde, „Nichtsesshafte“ zu „sesshaft zu machen“ (Ayaß, 2013, S. 98). Die ab 1968 eingeleiteten Strafrechts- und Sozialreformen sowie der Bedeutungszuwachs sozialpädagogischer Konzepte und sozialwissenschaftlicher Erklärungsmodelle bewirkten einen Bewusstseinswandel. Die einsetzende Massenarbeitslosigkeit und die Zunahme der Zahlen wohnungsloser Menschen erhöhten das Verständnis sozialer Faktoren als Ursache einer nichtsesshaften Lebenslage. Die einseitige Betrachtung der individuellen Defizite nichtsesshafter Menschen erfuhr hingegen zunehmende Kritik. Die Bedeutung der sozialen Faktoren fand auch im Sozialrecht ihren Niederschlag: Mit der 1974 erfolgten Reform des § 72 BSHG wurden ehemals ‚Gefährdete auf Grund des Mangels an innerer Festigkeit’ neu als ‚Menschen in besonderen sozialen Schwierigkeiten’ bezeichnet. In den 1980er Jahren stellte man den Begriff Nichtsesshaftigkeit grundsätzlich in Frage und ersetzte ihn zunehmend durch Bezeichnungen wie wohnungslose, wohnsitzlose oder obdachlose Menschen, als Sammelbeschreibung einer heterogenen Gruppe, deren Problemlage teils stark variiert. Ein gemeinsames Merkmal dieser vielschichtigen Bevölkerungsgruppe stellt die sozioökonomische Armut dar, welche sich in einer Form von Wohnungslosigkeit manifestiert.
1991 änderte die ‚Bundesarbeitsgemeinschaft für Nichtsesshaftenhilfe’ ihren Namen um in die Bundesarbeitsgemeinschaft für Wohnungslosenhilfe. Die Bezeichnung ‚Nichtsesshaftigkeit’ wird im Fachgebrauch des Hilfesystems nicht mehr verwendet. Das BSHG unterschied hingegen weiterhin zwischen nichtsessenhaften, welche in den Zuständigkeitsbereich der überörtlichen Träger fallen und obdachlosen Menschen, für welche die örtlichen Träger der sozialen Sicherung und Hilfe die Zuständigkeit tragen.
In der Überführung des Bundessozialhilfegesetzes in das 2005 in Kraft getretene SGB XII wird der Begriff Nichtsesshaftigkeit offiziell nicht mehr erwähnt.

## Kritik an dem Begriff
Seit den 1970er Jahren stand der Begriff 'Nichtsesshaftigkeit' oder die Bezeichnung von Menschen ohne Wohnung als 'Nichtsesshafte' in der Fachöffentlichkeit unter zunehmender Kritik. Grund dafür ist zum einen die einseitige Ausrichtung auf die individuellen Defizite der obdachloser Menschen. Zudem suggeriert die Bezeichnung „nicht sesshaft“, dass es sich bei obdachlosen Menschen um eine klar eingrenzbare Gruppe mit einer spezifischen Lebensweise handelt. Hingegen bleibt die armutsbedingte Problematik dieser faktisch vielschichtigen Gruppe von obdachloser Menschen zur Erklärung von Nichtsesshaftigkeit weitgehend unberücksichtigt. Einen weiteren Grund für die Verwerfung der Bezeichnung wohnungsloser Menschen als ‚Nichtsesshafte’ stellt die Entstehungsgeschichte des Begriffes dar.

## Ämterpraxis
Wohnungslose Menschen werden von den Ämtern in der Regel als Durchreisende behandelt, weshalb es in den allermeisten Orten nur an max. 3 Tagen im Monat möglich ist, einen Tagessatz zu erhalten. Danach sollen wohnungslose Menschen entweder weiterreisen oder sich sesshaft machen. Diese rechtswidrige Praxis wird damit begründet, dass jeder wohnungslose Mensch mit Unterstützung des Sozialamtes die Möglichkeit habe, eine Wohnung zu bekommen.
Der Zwang zur Weiterreise verschiebt das Problem lediglich auf die nächste Gemeinde. Städte mit vergleichsweise hohen Mieten sind bereits jetzt nicht mehr in der Lage, ausreichend Notunterkünfte bereitzustellen. Als Schlafmöglichkeiten müssen wohnungslose Menschen heute oft schon auf einer auf dem Fußboden liegenden Matratze oder Isomatte lagern.
Die pauschale Gleichsetzung von Wohnungslosen mit Berbern, also freiwillig Durchreisenden ist problematisch: Armut in Form unfreiwilliger Wohnungslosigkeit wird dadurch geleugnet. So entledigt sich der Staat seiner ordnungs- und polizeirechtlichen Pflicht, wohnungslose Menschen mit einer menschenwürdigen Unterkunft zu versorgen und macht eine Kann-Regelung daraus.